# Ischikauia
Ischikauia is een geslacht van straalvinnige vissen uit de familie van karpers (Cyprinidae).

## Soort
- Ischikauia steenackeri (Sauvage, 1883)